# Желязово
Желя́зово (болг. Желязово) — село в Бургаській області Болгарії. Входить до складу громади Камено.

## Населення
За даними перепису населення 2011 року у селі проживали 190 осіб.
Національний склад населення села:
| Національність   | Кількість осіб | Відсоток |
| ---------------- | -------------- | -------- |
| турки            | 152            | 80,4%    |
| болгари          | 35             | 18,5%    |
| Всього відповіли | 189            |          |

Розподіл населення за віком у 2011 році:
Динаміка населення: